# Municipio de Chacsinkín
Chacsinkin es uno de los 106 municipios que constituyen el estado mexicano de Yucatán. Se encuentra localizado al sur del estado y aproximadamente a 111 kilómetros al sur de la ciudad de Mérida. Cuenta con una extensión territorial de 158.40 km². Según el II Conteo de Población y Vivienda de 2005, el municipio tiene 2,577 habitantes, de los cuales 1,293 son hombres y 1,284 son mujeres. Su nombre se interpreta como «Planta Leguminosa con Flores Rojas».

## Descripción geográfica

### Ubicación
Chacsinkín se localiza al este del estado entre las coordenadas geográficas 20° 8′ y 20° 19 de latitud norte, y 88° 51′ y  89° 5′ de longitud oeste; a una altitud promedio de 33 metros sobre el nivel del mar.
El municipio colinda al norte con los municipios de Cantamayec; al sur con Tzucacab; al este con Tahdziú y Peto y al oeste con Tixméhuac.

### Orografía e hidrografía
En general posee una orografía plana, no posee zonas accidentadas de relevancia; sus suelos se componen de rocas escarpadas, su uso es ganadero, forestal y agrícola. El municipio pertenece a la región hidrológica Yucatán Norte. Sus recursos hidrológicos son proporcionados principalmente por corrientes subterráneas; las cuales son muy comunes en el estado.

### Clima
Su principal clima es el cálido subhúmedo; con lluvias en verano y sin cambio térmico invernal bien definido. La temperatura media anual es de 26,3 °C, la máxima se registra en el mes de mayo y la mínima se registra en enero. El régimen de lluvias se registra entre los meses de mayo y julio, contando con una precipitación media de 1,200 milímetros.

## Cultura
- La mayoría de los habitantes hablan la lengua maya.
- Se realiza la ceremonia del "hetsmek" para los niños.
- La ceremonia del Cha' chak en los meses de julio y agosto.

### Sitios de interés
| - Templo de San Pedro |

### Fiestas
Fiestas civiles
- Aniversario de la Independencia de México: 16 de septiembre.
- Aniversario de la Revolución mexicana: El 20 de noviembre.

Fiestas religiosas
- Semana Santa: jueves y viernes Santos.
- Día de la Santa Cruz: 3 de mayo.
- Fiesta en honor de la Virgen de Guadalupe: 12 de diciembre.
- Día de Muertos: 2 de noviembre.
- Fiesta en honor a San Pedro y San Pablo del 23 al 29 de junio.

## Gobierno
Su forma de gobierno es democrática y depende del gobierno estatal y federal; se realizan elecciones cada 3 años, en donde se elige al presidente municipal y su gabinete. El presidente municipal es Flavio Mukul Medina, militante del Partido Verde.
El municipio cuenta con 10 localidades, las cuales dependen directamente de la cabecera del municipio, las más importantes son: Chacsinkín (cabecera municipal), San Dionisio, X-Box, Xno-Huayab, San Dionisio Número Dos y Tres Reyes.